# Symplocos spectabilis
Symplocos spectabilis är en tvåhjärtbladig växtart som beskrevs av August Brand. Symplocos spectabilis ingår i släktet Symplocos och familjen Symplocaceae. Inga underarter finns listade i Catalogue of Life.